# 900ミリ軌間
900ミリ軌間は、軌間が900mm (2フィート11+7⁄16 インチ) の狭軌の一種で、ヨーロッパで見られる。この軌間は、主にライトアーバン鉄道ネットワーク、産業鉄道および農業鉄道に利用されている。

## 導入例
| 国/地域        | 鉄道 |
| -------------- | --- |
| オーストラリア | - ヤローン鉄道 （廃止）                                                                                  |
| オーストリア   | - リンツ市電 - フロリアーナバーン - ペストリングベルク鉄道（2009年にメーターゲージから改軌）             |
| エストニア     | - ヴァイバラ - ヴィヴィコンナ鉱山鉄道（標準軌、その後1520 mm軌間に改軌）                                 |
| フィンランド   | - ロクア鉄道                                                                                             |
| ジョージア     | - ボルジョミ・バクリアニ狭軌鉄道（運行中） - ノヴィ・アフォン洞窟鉄道                                    |
| ドイツ         | - メクレンブルギッシェ・ベーダーバーン                                                                   |
| ガーンジー     | - ガーンジーの鉄道                                                                                       |
| アイスランド   | - レイキャビクハーバー鉄道（廃止）                                                                       |
| アイルランド   | →詳細は「 アイルランドの狭軌鉄道一覧 」を参照                                                            |
| ポーランド     | - クラクフ市のトラム（標準軌に改軌）                                                                     |
| ポルトガル     | - リスボンのトラム - リンハ・ド・ポルト・ア・ポヴォア・エ・ファマリカン （1930年にメーターゲージに改軌） |